# Tłubice
Tłubice – wieś sołecka w Polsce położona w województwie mazowieckim, w powiecie płockim, w gminie Bielsk. Leżą nad Sierpienicą.
W latach 1975–1998 miejscowość administracyjnie należała do województwa płockiego. 1 stycznia 2003 będące dotychczasowymi częściami wsi: Nad Rzeką, Pod Bombalice, Pod Dębsk i Pod Olszyny zostały zlikwidowane jako osobne miejscowości.